# Саффолк (округ, Нью-Йорк)
Округ Саффолк (англ. Suffolk County) — округ штата Нью-Йорк, США. Население округа на 2000 год составляло 1 419 372 человека. Административный центр округа — город Риверхед.

## История
Округ Саффолк основан в 1683 году. Источник образования округа Саффолк: один из 12 первоначальных округов, сформированных в Нью-Йоркской колонии. В Нью-Саффолке базировалась первая американская подводная лодка — USS Holland (SS-1).

## География
Округ занимает площадь 2362,1 км2.

## Транспорт
Близ Ист-Фарминдейла расположен аэропорт Репаблик. В поселке Ронконкома, в городке Айслип, расположен аэропорт Лонг-Айленд — Макартур.

## Демография
Согласно переписи населения 2000 года, в округе Саффолк проживало 1 419 372 человека. По оценке Бюро переписи населения США, к 2009 году население увеличилось на 7 %, до 1 518 475 человек. Плотность населения составляла 642,8 человека на квадратный километр.